# Mikkel Kessler
Mikkel Kessler est un boxeur danois né le 1er mars 1979 à Copenhague.

## Carrière
Il devient champion du monde des poids super-moyens WBA le 12 novembre 2004 aux dépens du Portoricain Manny Siaca par abandon à l'appel de la 8e reprise.
Kessler bat ensuite aux points Anthony Mundine le 8 juin 2005 puis Eric Lucas le 14 janvier 2006 par arrêt de l'arbitre à la 10e reprise.
Il réunifie les ceintures WBA et WBC le 14 octobre 2006 en mettant KO au 3e round l'Allemand Markus Beyer. Après une nouvelle défense victorieuse face à Librado Andrade le 24 mars 2007 à Copenhague, il affronte le 3 novembre 2007 Joe Calzaghe, champion WBO, au Millennium Stadium de Cardiff devant plus de 50 000 spectateurs. Le combat ira au terme des 12 reprises, Calzaghe étant déclaré vainqueur à l'unanimité des 3 juges.
Ce premier revers est effacé le 21 juin 2008 lorsque Mikkel Kessler bat par KO Dimitri Sartison dans l'ultime reprise et s'empare à nouveau du titre WBA alors vacant. Il confirme le 25 octobre en stoppant Danilo Haussler également par KO dans le 3e round puis le 12 septembre 2009 face à Gusmyr Perdomo (arrêt de l'arbitre au 4e round).
Le 21 novembre 2009, il s'incline aux points face à Andre Ward (21-0, 13 KO) sur décision technique à la 11e reprise à la suite d'un choc de têtes. Blessé au front et surpris par la vitesse d'exécution de l'américain, Kessler perd sa ceinture aux points à l'unanimité des juges.
Il se relance néanmoins le 24 avril 2010 en ravissant la ceinture WBC à l'anglais Carl Froch (victoire aux points par décision unanime), ceinture qu'il laisse vacante quelques mois plus tard. Kessler fait son retour à la compétition dans la catégorie mi-lourds le 19 mai 2012 en battant par KO au 4e round l'américain Allan Green puis le nord-irlandais Brian Magee au 3e round en super-moyens le 8 décembre 2012. Il est en revanche battu aux points par Carl Froch lors de leur combat revanche le 25 mai 2013, cette fois pour le titre IBF de la catégorie.